# اکوره (نیجریه)
اکوره (نیجریه) (به لاتین: Akure) یک شهر در نیجریه است که در ایالت اوندو واقع شده‌است.

## خصوصیات
اکوره ۴۲۱٬۰۰۰ نفر جمعیت دارد.